# Anotia lineata
Anotia lineata är en insektsart som beskrevs av Ball 1937. Anotia lineata ingår i släktet Anotia och familjen Derbidae. Inga underarter finns listade i Catalogue of Life.